# NFDI4Memory
NFDI4Memory ist eines der 27 NFDI-Konsortien in Deutschland, die gemeinsam den Aufbau einer langfristigen und nachhaltigen Forschungsdateninfrastruktur für das digitale Zeitalter steuern sollen. 
4Memory vereint dabei nicht nur den Bereich der Geschichtswissenschaften als solchen, sondern steht auch anderen Disziplinen zur Verfügung, die historische Daten als Teil ihrer Methodik nutzen, wie etwa Wirtschaftswissenschaften, Sozialwissenschaften, Geographie und Regionalstudien. Ziel ist es, die Qualitätssicherung historischer Forschungsdaten voranzubringen und so die entscheidende Rolle der Geisteswissenschaften in komplexen, sich schnell verändernden Gesellschaften zu wahren.
Neben dem Ausbau digitaler Dienste und der Entwicklung von Qualitätsstandards im Umgang mit historischen Daten, stellt sich das Konsortium der Herausforderung, fundierte Werkzeuge und Methoden, wie die historische Quellenkritik im Kontext datenbasierter Forschung, neu zu denken. In diesem Zusammenhang beschäftigt sich NFDI4Memory dezidiert mit dem nachhaltigen Kompetenzaufbau im Bereich der Data Literacy. Weitere Task Areas widmen sich der Förderung und Sichtbarmachung der Digital Community innerhalb der Institutionen sowie der Sensibilisierung für die Etablierung einer gemeinsamen, den FAIR-Prinzipien verschriebenen Datenkultur. In der Umsetzung dieser Arbeitsbereiche bindet das Konsortium seine Community in beratender wie evaluierender Funktion mit ein. Diese umspannt das vielfältig ausdifferenzierte Spektrum historisch arbeitender Geisteswissenschaften und schließt auch Archive, Bibliotheken, Museen und Infrastruktureinrichtungen, die historische Daten sammeln, nutzbar und verfügbar machen, mit ein.
Das Konsortium wird vom Leibniz-Institut für Europäische Geschichte (IEG) in Mainz als Hauptantragsteller sowie von 10 Co-Applicants geleitet.
- Leibniz-Institut für Europäische Geschichte, Mainz
- VHD – Verband der Historiker und Historikerinnen Deutschlands
- Humboldt-Universität zu Berlin
- Historisches Institut und Forschungszentrum Europa, Universität Trier
- Historisches Datenzentrum Sachsen-Anhalt, Martin-Luther-Universität Halle-Wittenberg
- Hochschule Darmstadt (h_da)
- Baden-Württembergisches Staatsarchiv, Stuttgart
- Bayerische Staatsbibliothek, München
- Deutsches Museum, München
- FIZ Karlsruhe – Leibniz-Institut für Informationsinfrastruktur
- Herder Institut für Ostmitteleuropaforschung, Marburg